# Dicranopygium calimense
Dicranopygium calimense är en enhjärtbladig växtart som beskrevs av Gunnar Wilhelm Harling. Dicranopygium calimense ingår i släktet Dicranopygium och familjen Cyclanthaceae. Inga underarter finns listade.